# Nerf terminal
Le nerf terminal ou le nerf crânien 0, découvert par le scientifique allemand Gustav Fritsch dans le cerveau du requin en 1878, est un nerf commun aux vertébrés dont l’anatomie et la physiologie restent mal comprises chez l'être humain. Il est généralement proche de l'épithélium olfactif, y compris chez l'homme où il rejoint la cloison nasale.

## Structure
Chez l'être humain, le nerf terminal, composé de fibres plexiformes ganglionnaires, passe depuis la base du crâne par la fente ethmoïdale avant de cheminer vers le bas et l’avant de la cloison nasale pour se terminer en avant de l'organe voméro-nasal. De manière générale, chez les vertébrés, le nerf terminal se compose d'un ganglion souvent proche de l'épithélium olfactif, avec des neurones bipolaires reliés à la fois à cet épithélium et au cerveau. Les neurones du nerf terminal contiennent des peptides tels que le GnRH et le FMRFamide, laissant supposer une fonction neuromodulatrice 

## Développement
L'origine du nerf terminal chez les vertébrés est une question controversée. Il se forme dans les limites antérieures des cellules migrantes de la crête neurale du crâne, dans le tube neural et dans les placodes olfactives (en) et adénohypophysaires en cours de différenciation.

## Fonction
Le nerf terminal véhicule les afférences de l'organe voméronasal et participe aux stratégies de prédation des reptiles, notamment des serpents
. La physiologie du nerf terminal reste indéterminée chez l’être humain. Il semble jouer un rôle important dans la détection des phéromones pour certains animaux.

## Découverte
Gustav Fritsch effectue une première description de ce nerf en 1878 à partir d'un Squalidae. Le terme de nervus terminalis est proposé William Locy en 1905 en raison de sa proximité avec le lamina terminalis (en). Leo S. Demski et Marlene Schwanzel-Fukuda sont les premiers à le décrire comme un nerf crânien en 1987.